# Golfo de Orosei
El golfo de Orosei (del italiano: Golfo di Orosei) es un pequeño golfo de Italia localizado en aguas del mar Tirreno, en el tramo central de la costa oriental de la isla de Cerdeña. Toma su nombre de la localidad de Orosei, un pequeño pueblo situado a 2 km de la costa en el valle del río Cedrino y pertenece casi por igual, a la provincia de Nuoro. 

## Geografía

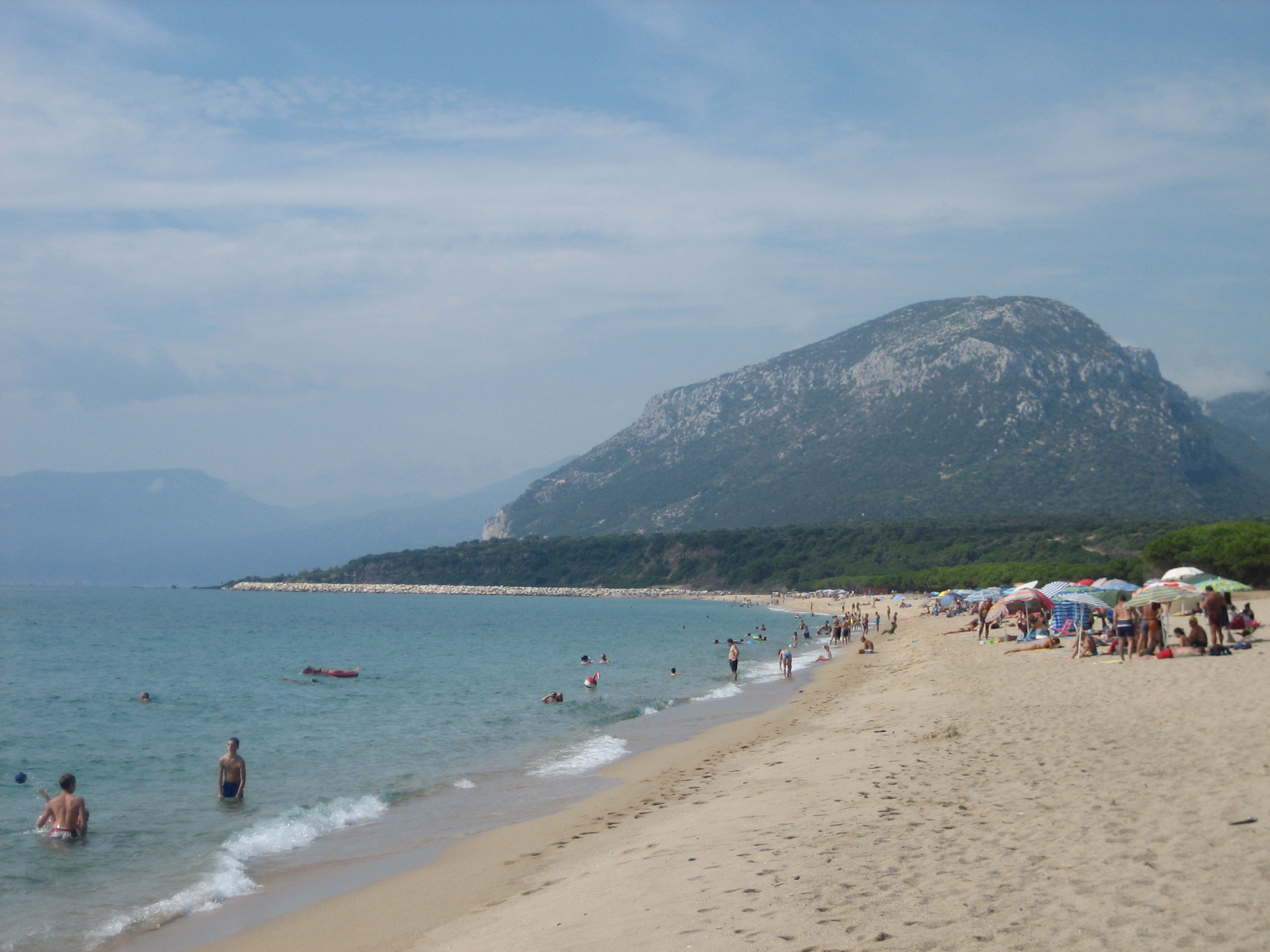
Playa de Osalla, cerca de Orosei

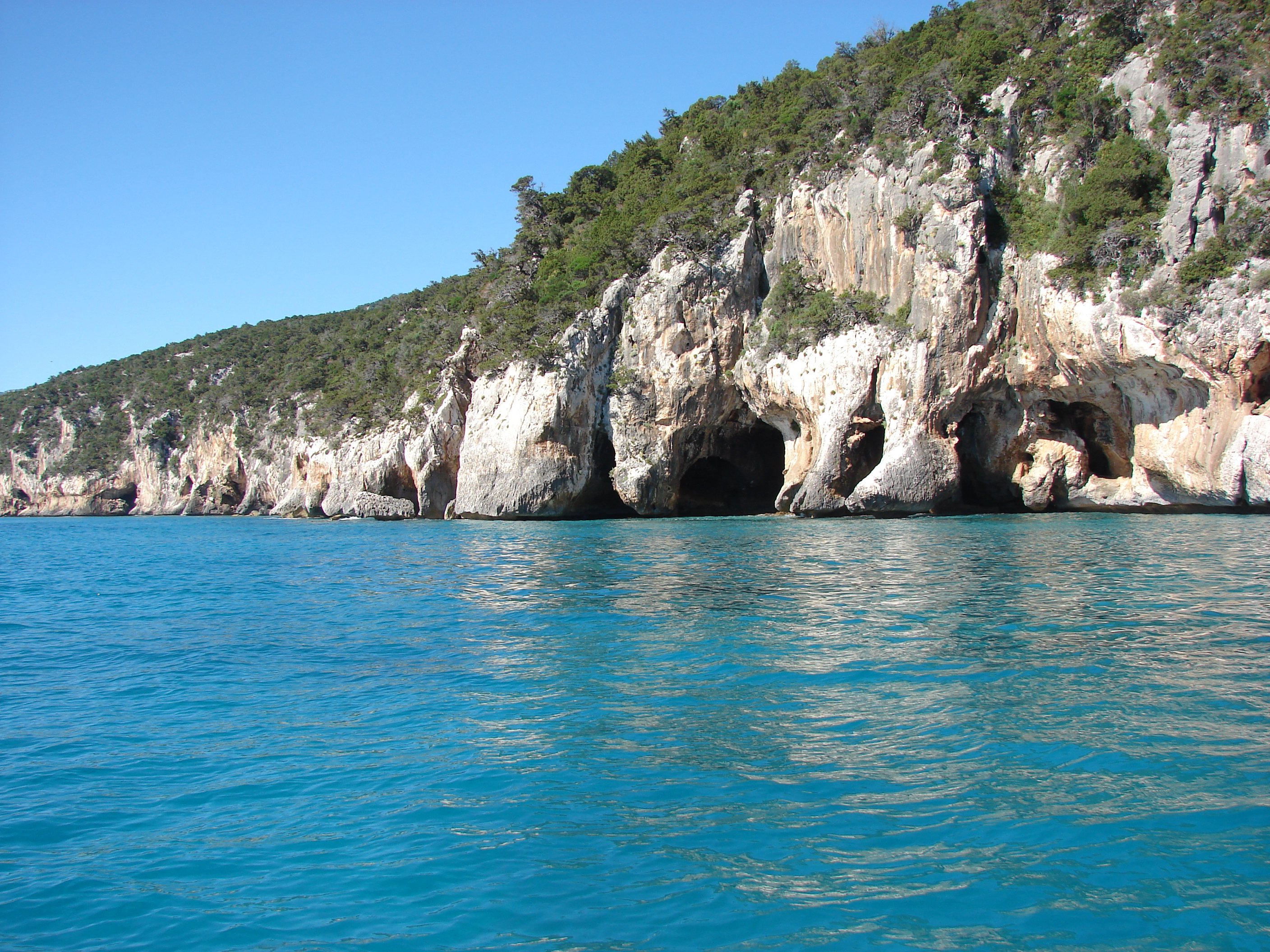
La famosa gruta del Bue Marino

La boca del golfo está orientada al este y tiene una anchura de unos 33 km. En el golfo no hay ningún pueblo más que la propia marina de Orisei y un  pequeño y moderno asentamiento turístico en cala Gonone. 
El golfo se divide en dos partes morfológicamente diferentes: la parte norte, que se extiende hasta el cabo Negro, es un pequeño tramo de costa baja sobre el mar, formada por pinares, largas playas de arena y dunas costeras; y la parte sur, la mayor, constituida por un tramo de más de 40 km, es una costa muy alta que se extiende hasta el cabo de Monte Santo, el borde final de la meseta del Supramonte, también conocida como Supramonte marino. 
Este segundo tramo se caracteriza por impresionantes bastiones de caliza recubiertos de bosques seculares que consiste en una rica y variada macchia mediterránea. Se mantuvo durante siglos inaccesible por tierra y está formado por las características pequeñas playas de arena rodeadas de altas paredes verticales de piedra caliza, en el fondo de profundas gargantas talladas por antiguos ríos en la meseta cárstica. Es un lugar de privilegiadas calas marinas y muy bellas grutas.
Para preservar esta zona intacta durante mucho tiempo y rica en especies animales y vegetales de gran interés, se estableció en 1998 el parque nacional Golfo de Orosei y del Gennargentu («Parco nazionale del Golfo di Orosei e del Gennargentu»), abolido en 2008, que comprendía un área de unos 73,9 km² perteneciente a la provincia de Nuoro.